# Muriel Pavlow
Muriel Pavlow, nata Muriel Lilian Pavlow (Lewisham, 27 giugno 1921 – Londra, 19 gennaio 2019), è stata un'attrice britannica.

## Biografia
Muriel Pavlow iniziò la carriera di attrice ancora adolescente, lavorando con John Gielgud e il Shakespeare Memorial Theater a Stratford-upon-Avon. Nel dicembre del 1937, all'età di sedici anni, interpretò il ruolo di Gretel in una produzione televisiva della BBC della fiaba Hänsel e Gretel.
La sua carriera cinematografica raggiunse l'apice durante gli anni cinquanta, periodo in cui la Pavlow impersonò giovani donne brillanti e determinate. Da ricordare, tra gli altri, i ruoli della giovane maltese Maria in Una storia di guerra (1953), accanto ad Alec Guinness, di Joy Gibson, fidanzata di Simon Sparrow (Dirk Bogarde) nella commedia Quattro in medicina (1954), di Thelma, la moglie del pilota di caccia Douglas Bader (interpretato da Kenneth More) in Bader il pilota (1956). Riprese il ruolo di Joy Gibson in Dottore a spasso (1957), e impersonò Emma Ackenthorp , figlia di un irascibile notabile della campagna inglese (James Robertson Justice) in Assassinio sul treno (1961) con Margaret Rutherford.
Dalla prima metà degli anni sessanta, la Pavlow si dedicò al piccolo schermo, recitando nei decenni successivi in numerose serie televisive, come Poirot, in cui interpretò il ruolo di Julia Tripp nell'episodio Dumb Witness (1996). Apparve inoltre in un cameo nelle vesti della regina Vittoria in un episodio della serie The Ravelled Thread (1980), e concluse la carriera con un'apparizione cinematografica nel film Glorious 39 (2009), al fianco di interpreti quali Corin Redgrave, Julie Christie e Jeremy Northam.
Muriel Pavlow sposò nel 1947 l'attore Derek Farr, incontrato nel 1941 durante le riprese del film Quiet Wedding. I due recitarono nuovamente insieme nel film Ricatto (1947) e in alcune occasioni sul palcoscenico. Il matrimonio, da cui non nacquero figli, durò fino alla morte di Farr, avvenuta nel 1986.
L'attrice trascorse gli ultimi anni presso Denville Hall, una struttura di riposo per anziani attori a Northwood, nel quartiere londinese di Hillingdon. È morta il 19 gennaio 2019, all'età di 97 anni.

## Filmografia parziale

### Cinema
- Quiet Wedding, regia di Anthony Asquith (1941)
- Ricatto (The Shop at Sly Corner), regia di George King (1947)
- M7 non risponde (The Net), regia di Anthony Asquith (1953)
- Una storia di guerra (Malta Story), regia di Brian Desmond Hurst (1953)
- Quattro in medicina (Doctor in the House), regia di Ralph Thomas (1954)
- Simone e Laura (Simon and Laura), regia di Muriel Box (1955)
- Bader il pilota (Reach for the Sky), regia di Lewis Gilbert (1956)
- Donna da uccidere (Eyewitness), regia di Muriel Box (1956)
- Tigre nella nebbia (Tiger in the Smoke), regia di Roy Ward Baker (1956)
- Dottore a spasso (Doctor at Large), regia di Ralph Thomas (1957)
- Rooney, regia di George Pollock (1958)
- Assassinio sul treno (Murder, She Said), regia di George Pollock (1961)
- Glorious 39, regia di Stephen Poliakoff (2009)

### Televisione
- Poirot (Agatha Christie's Poirot) – serie TV, episodio 6x04 (1996)

## Doppiatrici italiane
- Fiorella Betti in Dottore a spasso, Assassinio sul treno
- Micaela Giustiniani in Quattro in medicina